# Adolf Schwarz (Bildhauer)
Adolf Ignaz Schwarz (* 18. September 1855 in Spittelgrund, Böhmen; † 6. Februar 1913 in Dresden) war ein deutsch-böhmischer Bildhauer.

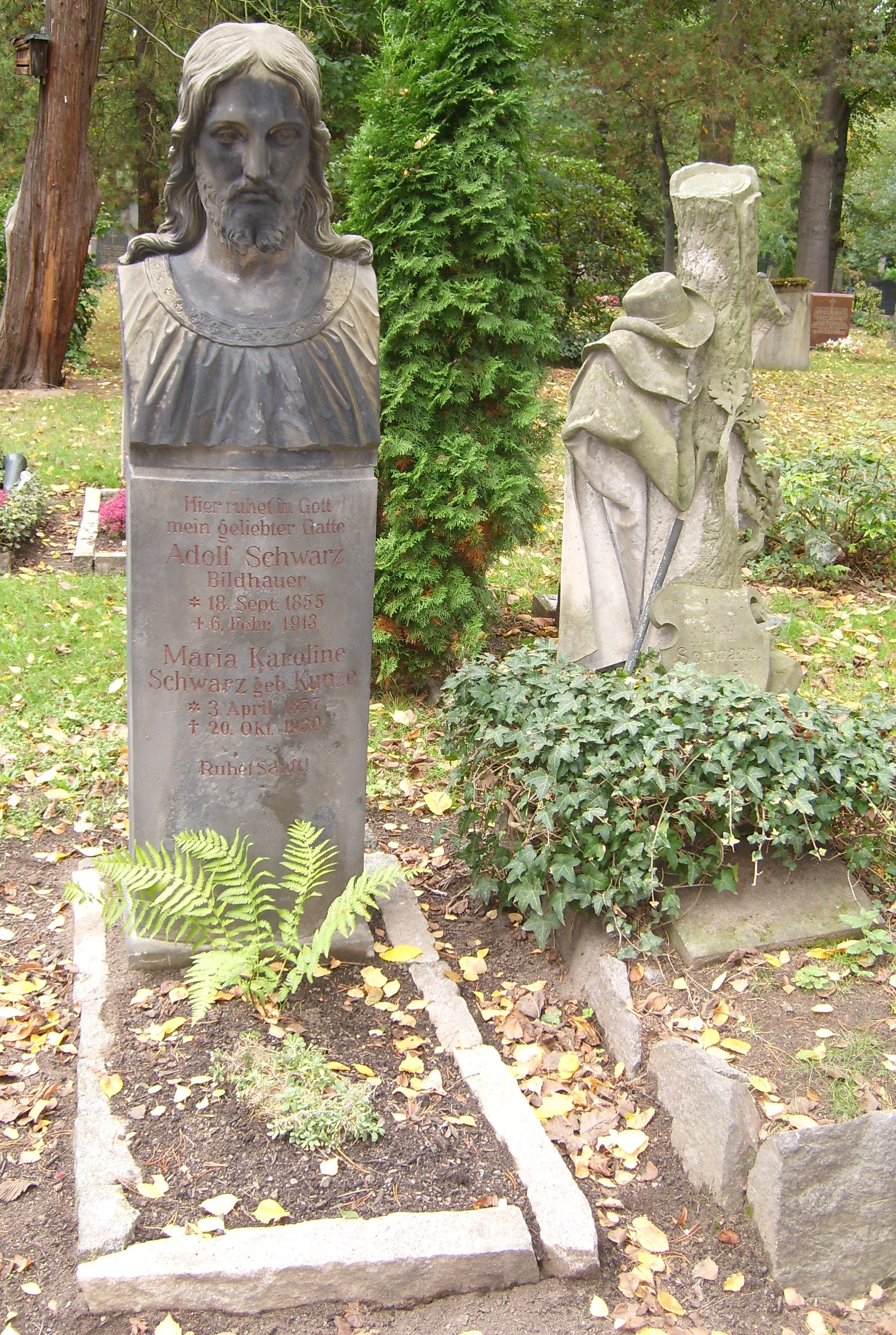
Grabdenkmal des Bildhauers Adolf Schwarz neben seinem Bruder Anton Schwarz

## Leben
Adolf Schwarz wurde in Spittelgrund Nr. 3 bei Grottau an der Neiße in Nordböhmen geboren. Er war der sechste Sohn des Feldgärtners Wenzel Schwarz und der Anna Bernert. Er wurde im römisch-katholischen Glaubensbekenntnis in der Pfarrkirche St. Bartholomäus zu Grottau getauft. Es waren fünf Brüder der 16 Kinder, welche den Beruf des Bildhauers und Historienmalers innehatten. Der Bischof von Dresden-Bautzen, ihr Onkel Franz Bernert, finanzierte und förderte ihre Ausbildung und sorgte für ein Studium.
Adolf Schwarz heiratete Maria Karolina Kunze. Die Ehe blieb kinderlos. 1897 kam Schwarz, als letzter seiner künstlerischen Brüder, nach Dresden. Seit 1899 wohnten die Eheleute dort in der Camelienstraße 1. Im selben Haus befand sich auch das Atelier „Fa. Gebr. Schwarz“.
Adolf Schwarz wurde am 6. Februar 1913 auf dem Johannisfriedhof in Dresden-Tolkewitz (Lg. 1.B.1.2) bestattet, wo noch heute das Grabdenkmal zu sehen ist. Die Christusbüste auf dem Grabstein der Eheleute stammt aus seinem Atelier.

## Wirken
Adolf Schwarz hatte eine Reihe von künstlerisch begabten und aktiven Brüdern. Besonders hervorzuheben ist sein ältester Bruder Franz Schwarz, der ebenfalls Bildhauer war. Ein anderer Bruder Joseph Schwarz arbeitete im Atelier von Franz Schwarz eine Zeitlang mit. Ein weiterer war der bekannte und sehr produktive Maler Franz Wenzel Schwarz. Eine besondere Beziehung hatte Adolf Schwarz zu seinem ähnlich alten Bruder Anton Schwarz. Beide arbeiteten seit 1897 zusammen. Sie führten in Dresden ein Atelier unter der Bezeichnung „Fa. Gebr. Schwarz“.
Adolf Schwarz war neben Franz Schwarz einer der einflussreichen Bildhauer aus Böhmen in der 2. Hälfte des 19. Jahrhunderts. Es gab weitere Kooperationen zwischen den Brüdern. Z. B. stammen manche Entwürfe von Wenzel Schwarz, oder Skulpturen wurden mit „Gebrüder Schwarz“ signiert, schon lange bevor das Atelier von Adolf und Anton Schwarz gegründet wurde. Nicht immer ist das Wirken der Brüder dabei eineindeutig zuzuordnen, zumal viele Denkmäler, Quellen und Belege in den beiden Weltkriegen verloren gingen.

## Werke

### Bis 1900
- 1887: Villa Eduard Hielle (Vila Eduarda Hielleho): An der Straße nach Rybniště (Teichstatt bei Krásná Lípa (Schönlinde)) steht das ehemalige Palais der Elisabeth Hielle-Dittrich, erbaut in den Jahren 1885–1887 im Neo-Renaissancestil von den Dresdner Architekten Lossow & Vieweger. Heute auch bezeichnet als „vila Eduarda Hielleho“. Das Haus hat eine reiche figurale Ausstattung, die von den Gebrüdern Schwarz nach Modellen des Dresdner Friedrich Rentsch ausgeführt wurde.[6][7][8]
- 1888: Jungbluth: Skulptur auf dem Johannisfriedhof in Dresden-Tolkewitz aus dem Atelier der Gebrüder Schwarz.
- 1888/89: Dittrich’s Mausoleum in Schönlinde: Oberhalb des Portals brachten die Brüder Anton und Adolf Schwarz zwei Statuen „Schlaf“ (Engel mit Mohnstengel) und „Frieden“ (Engel mit Palmzweig) an.[9][10][11]
- 1893: Antons Markthalle (Markthalle auf dem Antonsplatz in Dresden): Die Brüder Anton und Adolf Schwarz führten die Steinbildhauerarbeiten an den Portalen aus, welche u. a. von Oskar Rassau modelliert wurden.[12]
- 1896: Kaiser Wilhelm Denkmal in Breslau: Entworfen von Christian Behrens und eingeweiht am 4. September 1896, arbeiteten Anton und Adolf Schwarz die beiden Adler auf den Obelisken.[13]
- 1897: Bismarck-Denkmal in Reichenbach (Solbrigplatz): Ursprünglich vom Bildhauer Kurt Doehler in Bronze gegossen nach dem Modell der Gebr. Schwarz. Das Bronzestandbild auf quadratischem abgestuften Sockel aus Granit mit Inschrift „BISMARCK“. 1943 endete das Werk als Metallspende. Der Sockel wurde nach 1945 entfernt.[14][15][16][17]
- 1899: Bismarck-Denkmal in Dresden Loschwitz – Schweizerei: Im Park des seinerzeit vielbesuchten, heute nicht mehr existierenden Berg- und Waldrestaurants „Schweizerei“ an der Schweizer Straße (seit 1921 Ulrichstraße), Dresden befand sich ein 2,80 Meter hohes und 16 Zentner schweres Bismarck-Standbild aus Sandstein. Dieses wurde im April 1899 vom damaligen „Schweizerei“-Besitzer Fritz Krüger gestiftet. Als Bildhauer werden die Brüder Anton und Adolf Schwarz genannt. Die Statue wurde später wohl bei einem Wirtswechsel beseitigt.[18][19][20][21][22][23]

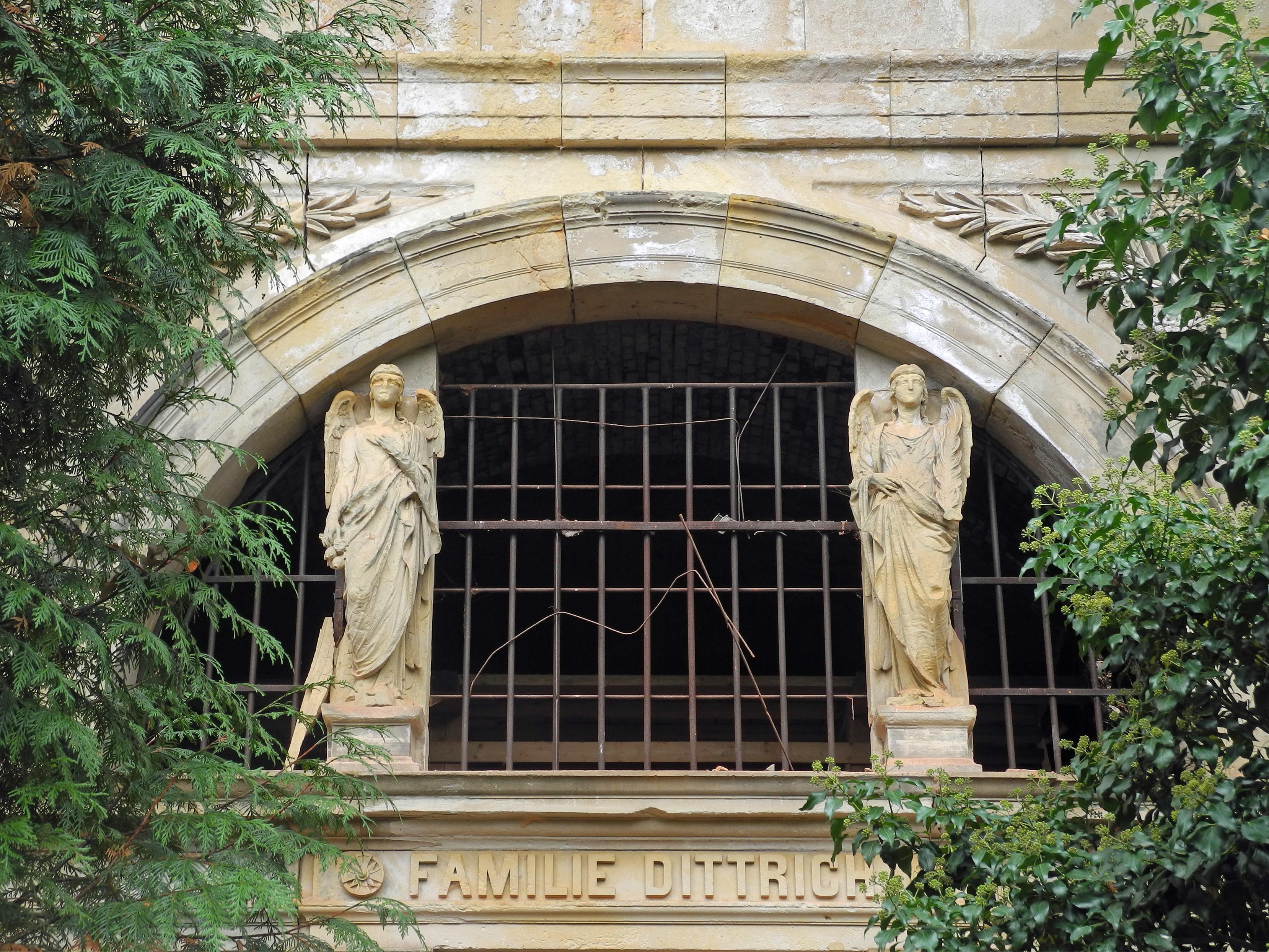
Schönlinde, Portal Dittrich’s Mausoleum, 1882
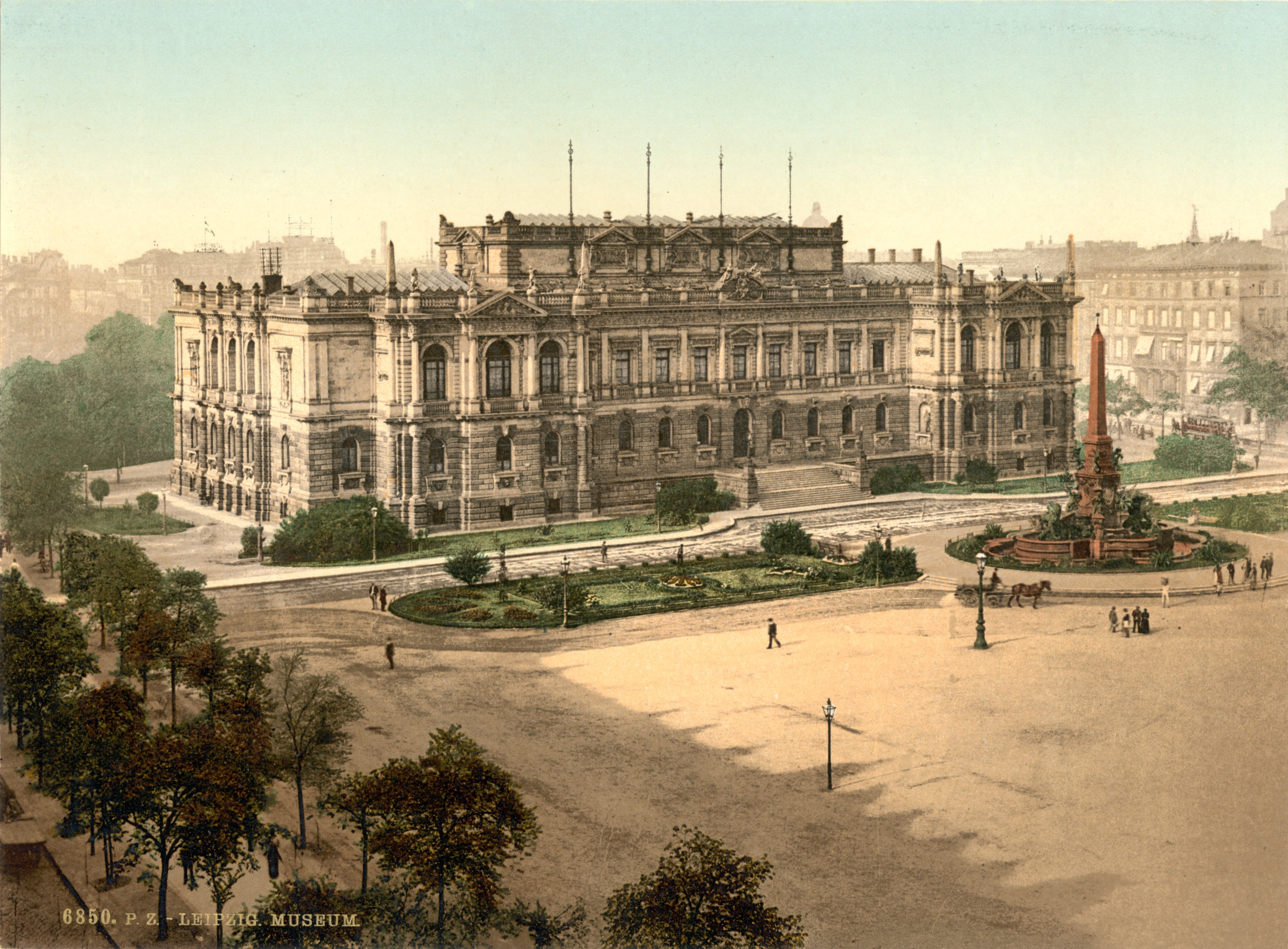
Bildhauerischer Schmuck, Leipzig Museum, 1886
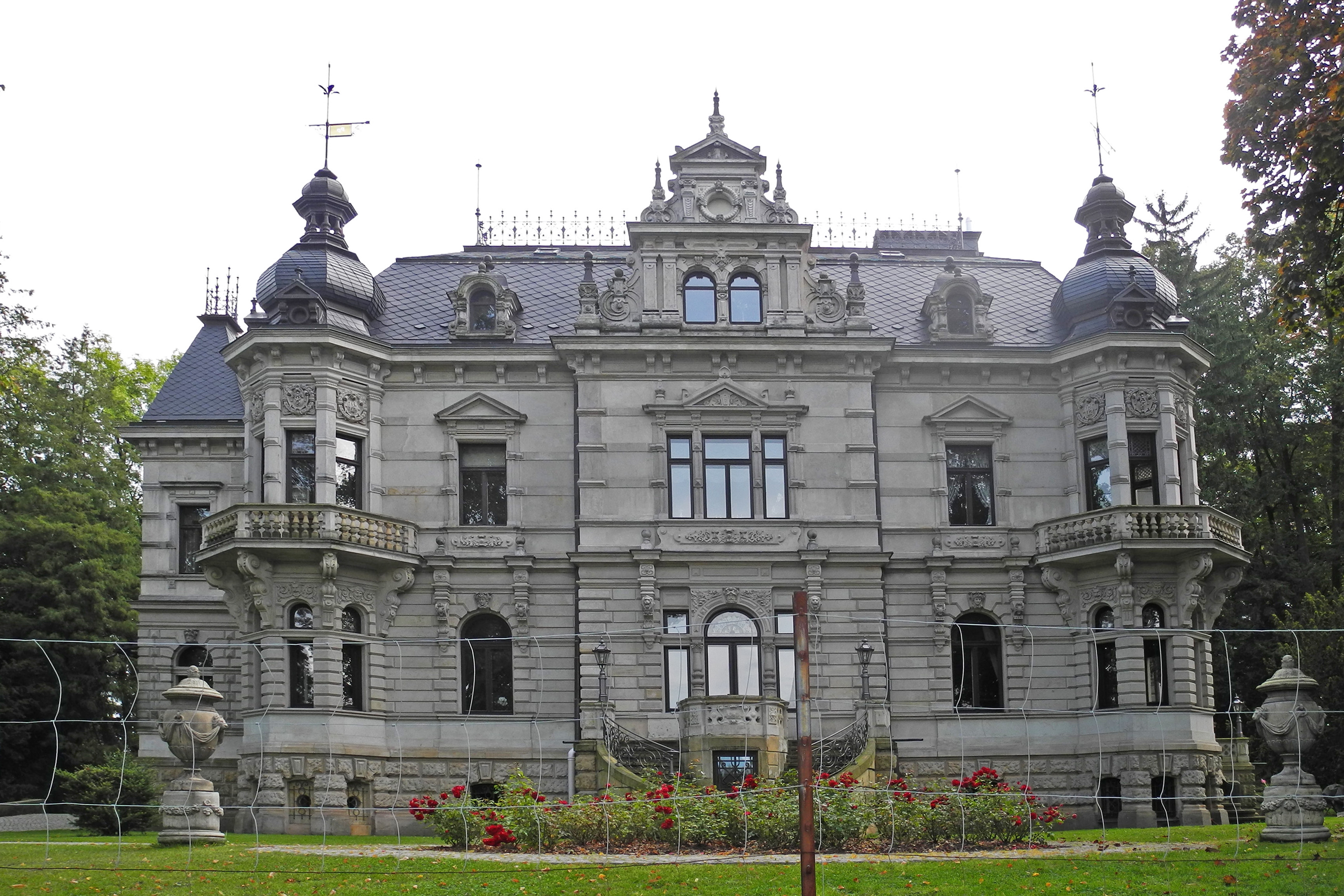
„Vila Eduarda Hielleho“ / „Villa Hielle“, Schönlinde, 1887
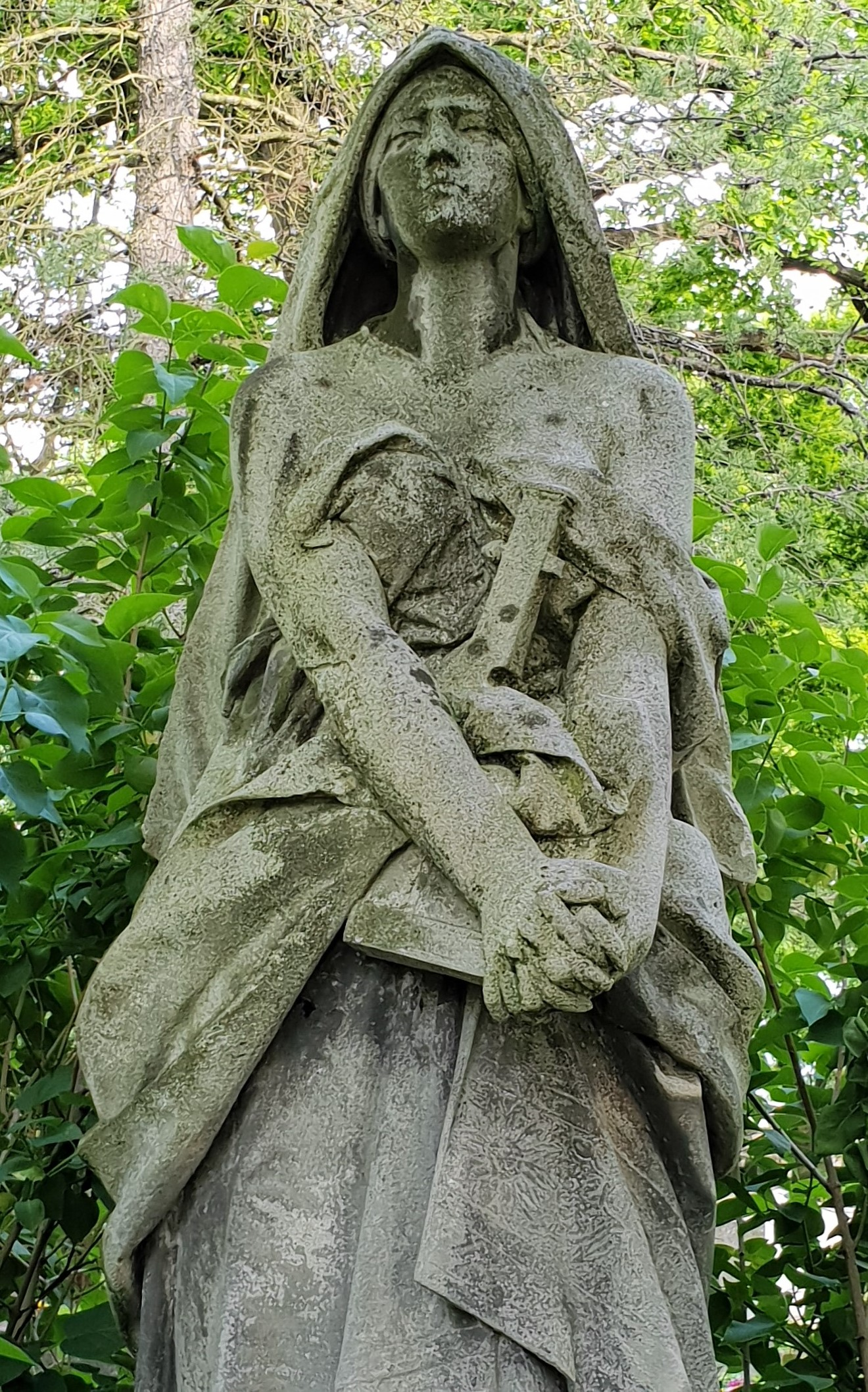
Dresden Tolkewitz Jungbluth, 1888
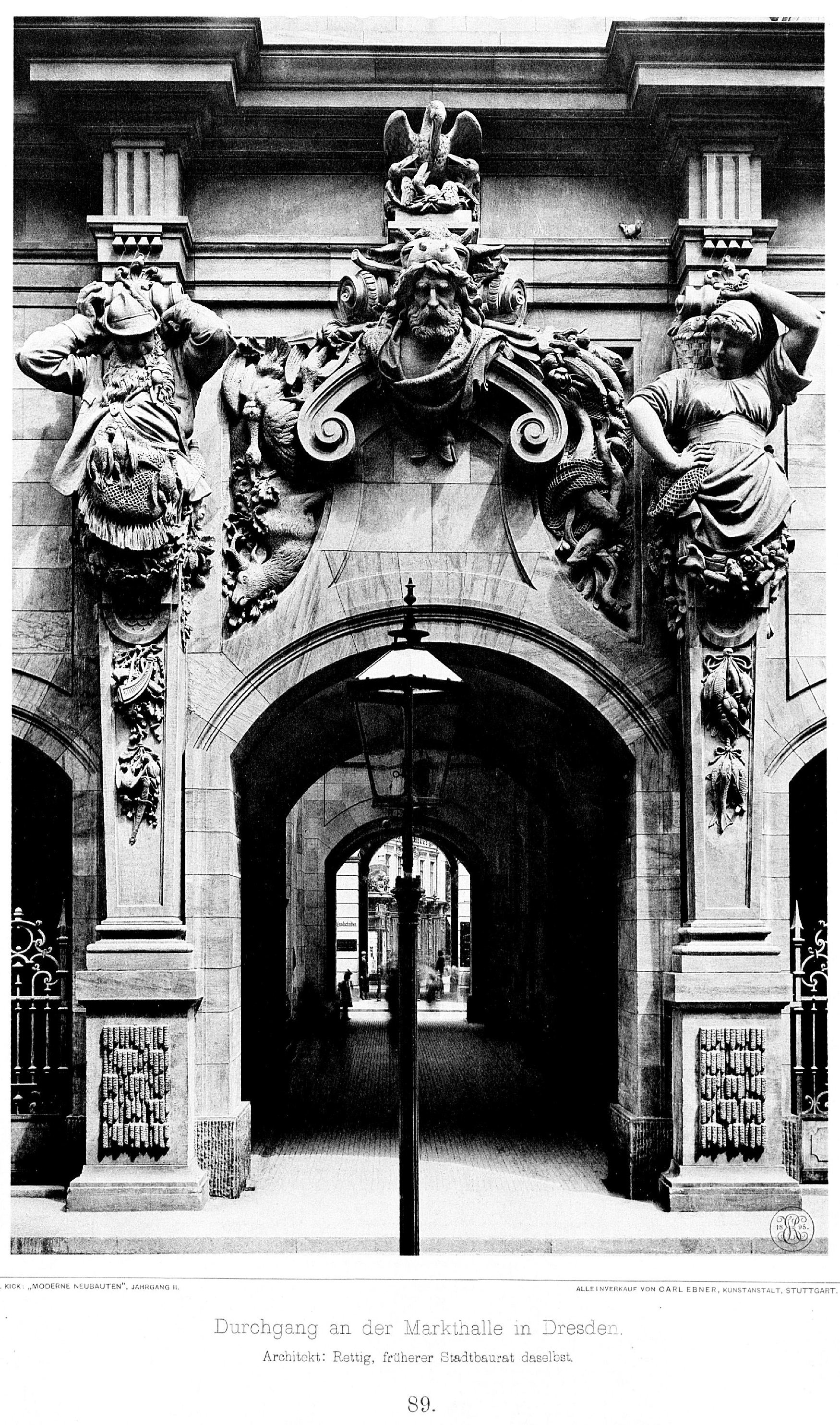
Markthalle Antonsplatz, Dresden, 1893
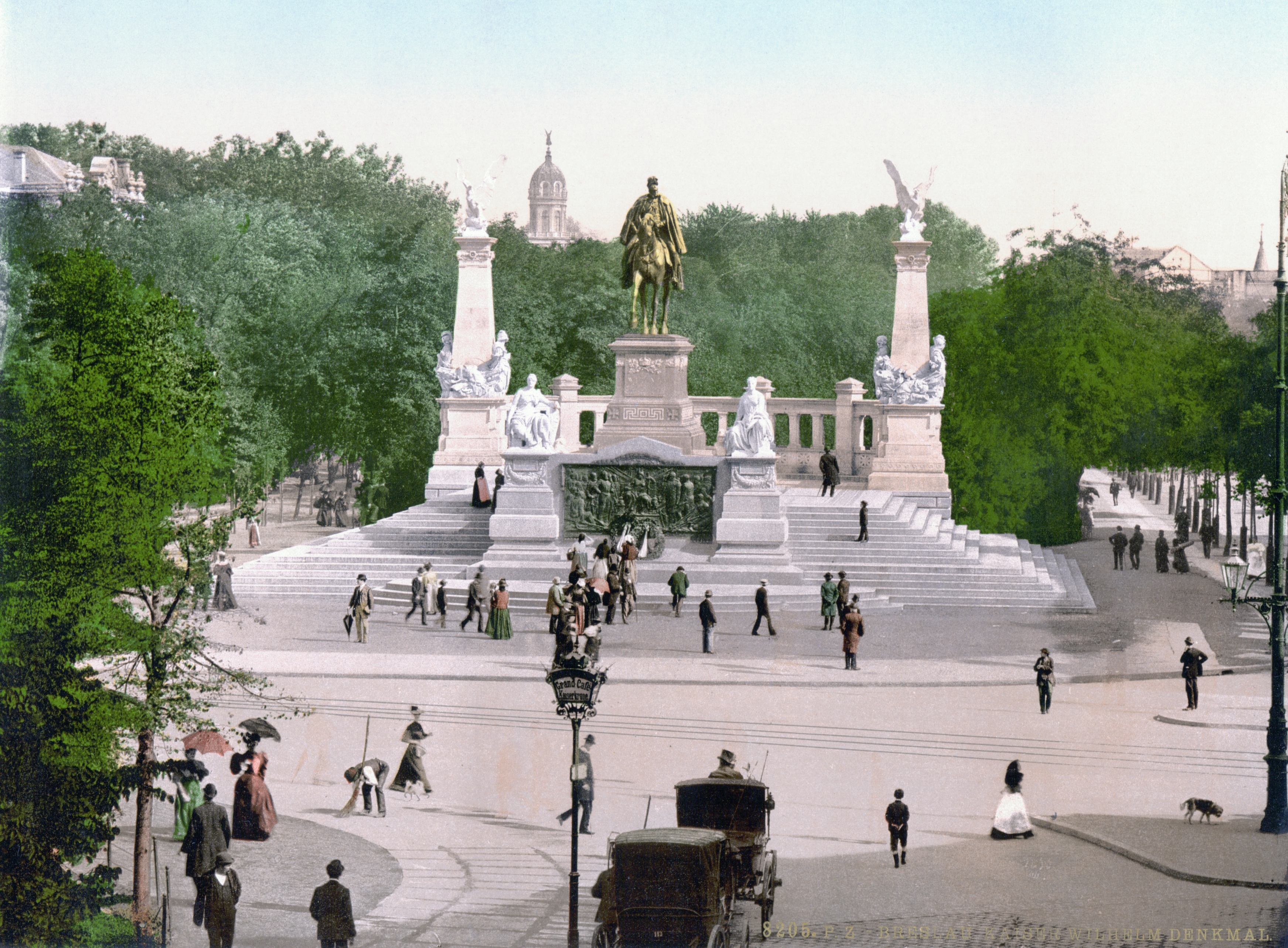
Kaiser-Wilhelm-I.-Denkmal, Breslau, 1896

### Ab 1901
- 1901: Brustbild des erhöhten Christus: In der Turm- bzw. Brauthalle der Martin-Luther-Kirche Dresden befindet sich das Werk, ausgeführt in französischem Kalkstein, welches von Oskar Rassau modelliert und von den Gebr. Schwarz ausgeführt wurde. Bei Umbauarbeiten wurde das Christusrelief 1901 in das Hauptportal eingesetzt. Es ist in sehr gutem Zustand.[24][25][26]
- 1901: Warenhaus Herzfeld: Die Bildhauerarbeiten führten die Gebrüder Schwarz aus.[27]
- 1903: Statuen in der Lukaskirche Dresden: An den vier Pfeilern des Kirchenschiffes befanden sich symbolische Gestalten aus dem Evangelium des Lukas, welche von Walter Sintenis entworfen und von den Gebrüdern Schwarz ausgeführt wurden, es sind Der Hirt, Der Weingärtner, Der Fischer und Der Säemann. Heute sind die Statuen nicht mehr vorhanden. Bilder sind noch in Quellen vor 1945 zu finden.[28] Auch Oskar Rassau, mit welchem die Schwarz-Brüder einige Male zusammenarbeiteten, betätigte sich mit bildhauerischer Schmuck beim Kirchenbau, im Altarraum (z. B. Apostel Petrus, Paulus, Johannes, Jakobus).[29]
- 1904: Bismarck-Denkmal in der Nähe Bautzen auf dem Berg Czorneboh: Es handelte sich um ein Sandsteinstandbild von Bismarck. Dieses stand vor dem Aussichtsturm. Die Statue wurde um 1950 von FDJ-lern umgestürzt und zerschlagen. Die 50 gefundenen Bruchstücke waren nicht restaurierungsfähig.[30][31][32][33]
- 1905: Baum des Lebens – Grabmal von Anton Schwarz auf dem Friedhof Dresden Tolkewitz. Es handelt sich um das Grabmal für seinen Bruder Anton Schwarz. Hier sind der gebrochene Baum des Lebens, der Künstlerhut und Mantel sowie das Bildhauerwerkzeug dargestellt. Die Gebrüder hatten lange zusammen gearbeitet. Der frühe Tod dürfte ein schwerer Verlust für Adolf Schwarz gewesen sein.[34]
- 1905: Skulpturenfriese am Moskauer Puschkin Museum – Parthenonfries: Es handelt sich um ein Werk vom Dresdner Bildhauers Armbruster, welches für das Moskauer Museum gedacht war. Dabei wurde das bisherige beschädigte Fries neu arrangiert und auf 1,50 m  Höhe vergrößert. In Summe ergeben die Stücke des Zuges 40 m Länge. Ausgeführt in weiß gelben Marmor haben das Werk die Dresdner Steinbildhauer Bitsch und Zehme, Schellenberg, Gerold, Bräunig sowie die Gebrüder Anton und Adolf Schwarz.[35]
- 1909: Samariterbrunnen in Hainichen: Ursprünglich wurde die Brunnenanlage am 31. Oktober 1909 im Park der Trinitatiskirche Hainichen (Sachsen) eingeweiht. Der gestaltende Bildhauer Oskar Rassau sowie der ausführende Bildhauer Adolf Schwarz waren bei der Einweihungsfeier zugegen.[36] Architekt war Gotthilf Ludwig Möckel. Aufgrund von Schäden und mangels Pflege entschloss man sich 1969, die Anlage zu demontieren. Die Figurengruppe des Brunnens wurde auf den Friedhof hinter der Kapelle aufgestellt, wo diese seither zu sehen ist.[37][38]
- 1911: Christus mit einem am Wanderstabe zusammensinkenden Greise in Leipzig: Figurengruppe an der Marienkirche Leipzig über dem Turmportal. In gelbem schlesischem Sandstein ausgeführte Figurengruppe, die einen in segnender Positur stehenden Jesus Christus mit einem am Boden niedergesunkenen Greis darstellt. Sie befindet sich in einer Nische, die nach der Schließung eines an dieser Stelle ursprünglich befindlichen Turmfensters im Zuge der Außenerneuerung im Jahre 1890 entstanden war.[39] Der Dresdner Bildhauer Oskar Rassau wurde mit der Erstellung eines Entwurfs beauftragt, der daraufhin von Adolf Schwarz ausgeführt wurde. Am 3./4. Mai 1911 wurde das Werk aufgestellt. Über der Figurengruppe befand sich zunächst noch eine aus Kupferbuchstaben gebildete Inschrift, die das Bibelzitat „Kommet her zu mir alle, die Ihr muehselig und beladen seid“ wiedergab. Sie wurde im Verlauf des 20. Jahrhunderts entfernt. Wegen unterlassener Restaurierungsmaßnahmen befand sich das Figurenensemble zu Beginn der 1990er Jahre in einem schlechten Zustand. Es wurde 1995 denkmalgerecht wieder aufgearbeitet.[40][41]
- 1912: Schiller-Körner-Denkmal in Dresden: Auf der dem Schillerhäuschen gegenüberliegenden Seite der Schillerstraße schuf der Bildhauer Oskar Rassau nach einem Entwurf des Architekten Martin Pietzsch das Schiller-Körner-Denkmal. Es wird auch als Schiller-Körner-Brunnen bezeichnet, da sich in der Mitte des Denkmals ein kleiner Brunnen befindet, der ursprünglich aus einer Quelle des dahinter liegenden Bergbachs gespeist wurde. Die Bildhauerarbeiten führte Adolf Schwarz aus. Die zwei Reliefs stellen den Abschied Schillers von der Familie Körner am 15. September 1801 sowie den Abschied Theodor Körners von seiner Familie 1813 dar. Zwischen den Reliefs steht ein Altar, welcher mit Ähren, Wein und Blumen geschmückt ist. Ebenfalls am Altar befindet sich der Wasserlauf. Am Relief unterhalb des Wasserlaufs halten zwei Jungen Weintrauben.[42][43]
- 1913: Christusbüste auf dem Grabstein der Eheleute Adolf und Maria Schwarz auf dem Friedhof Dresden-Tolkewitz: Maria Schwarz dürfte diese Christusbüste aus dem Nachlass von Adolf Schwarz verwendet haben. Sie selber starb am 20. Oktober 1930 in Dresden.

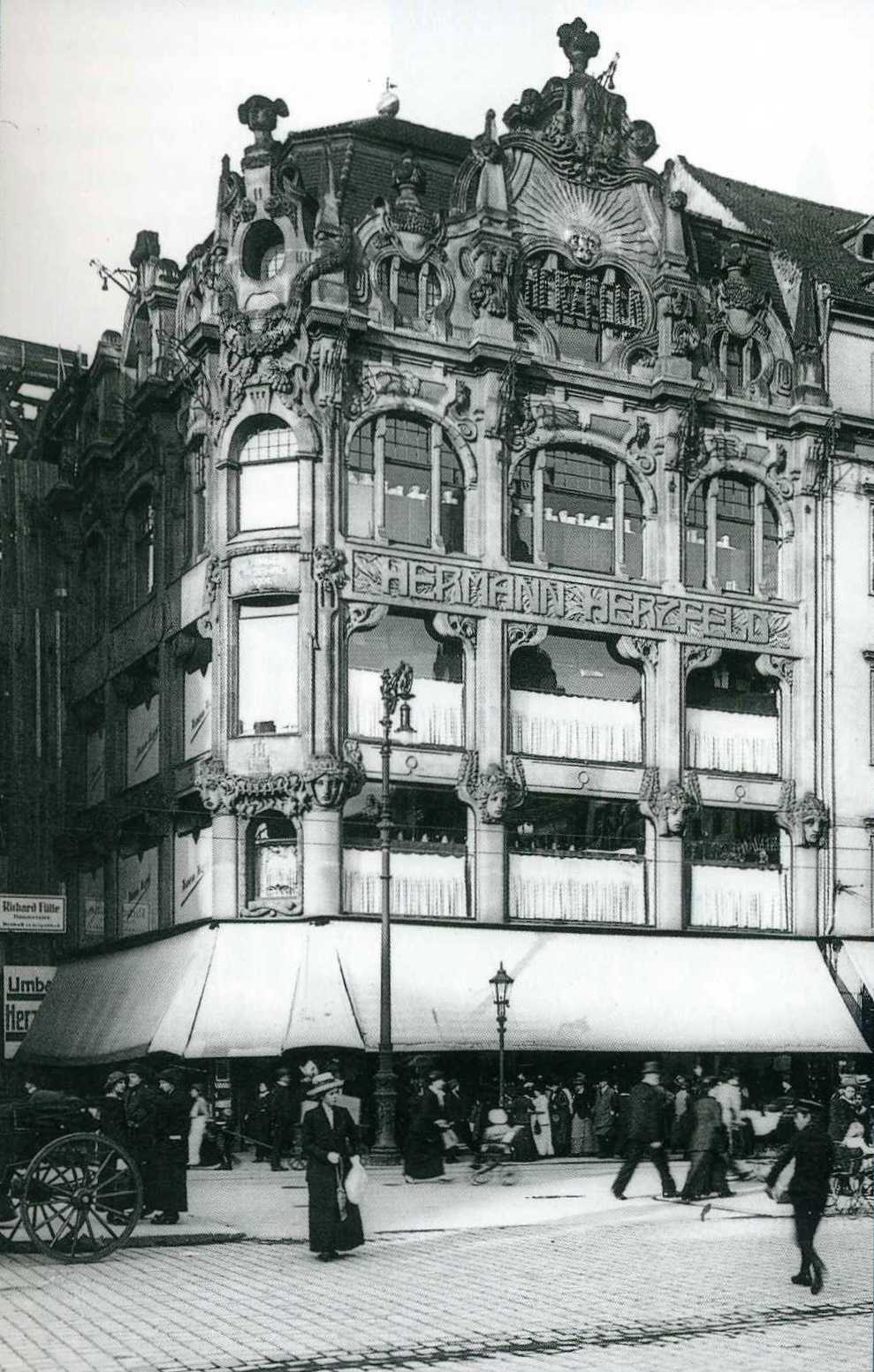
Kaufhaus Herzfeld, Dresden, 1901
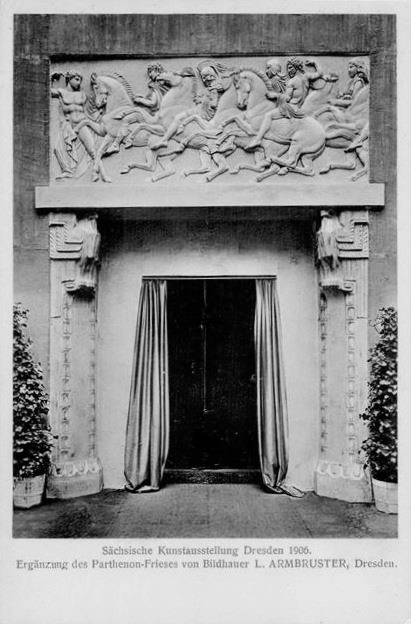
Partheononfries, Moskauer Puschkin Museum, 1905
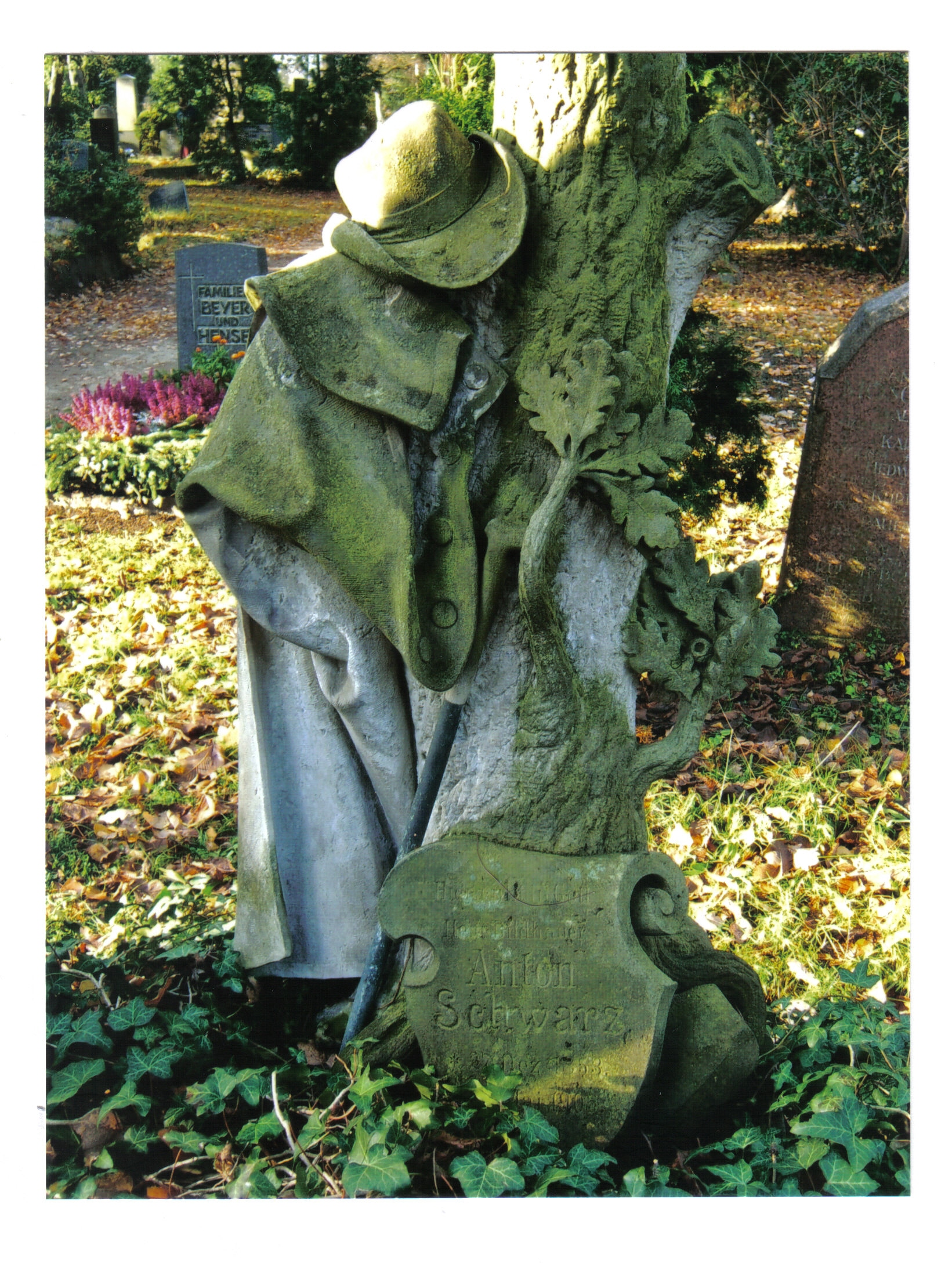
Grabmal Denkmal Anton Schwarz (Bruder von Adolf Schwarz), 1905
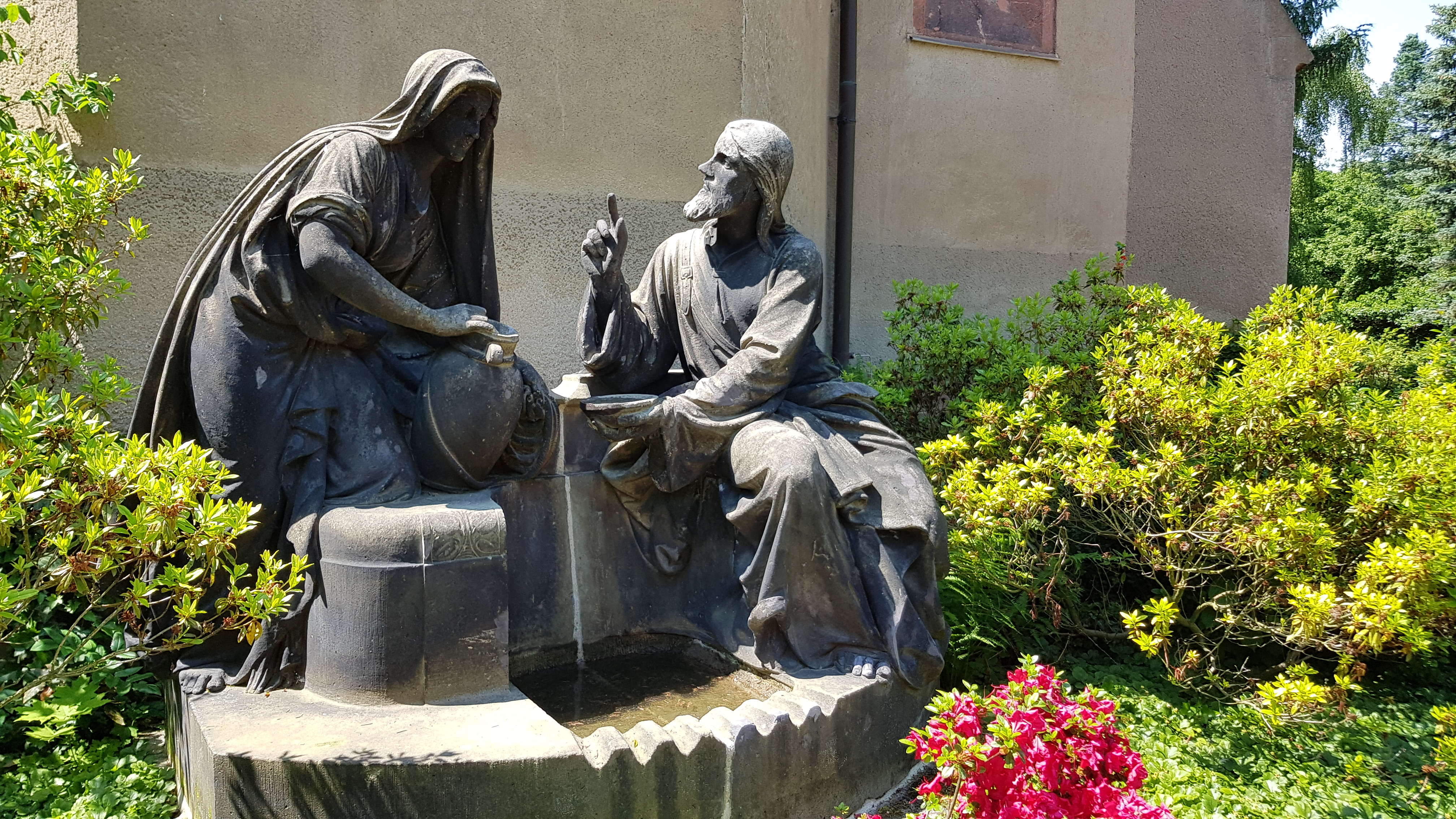
Samariterbrunnen Hainichen, 1909
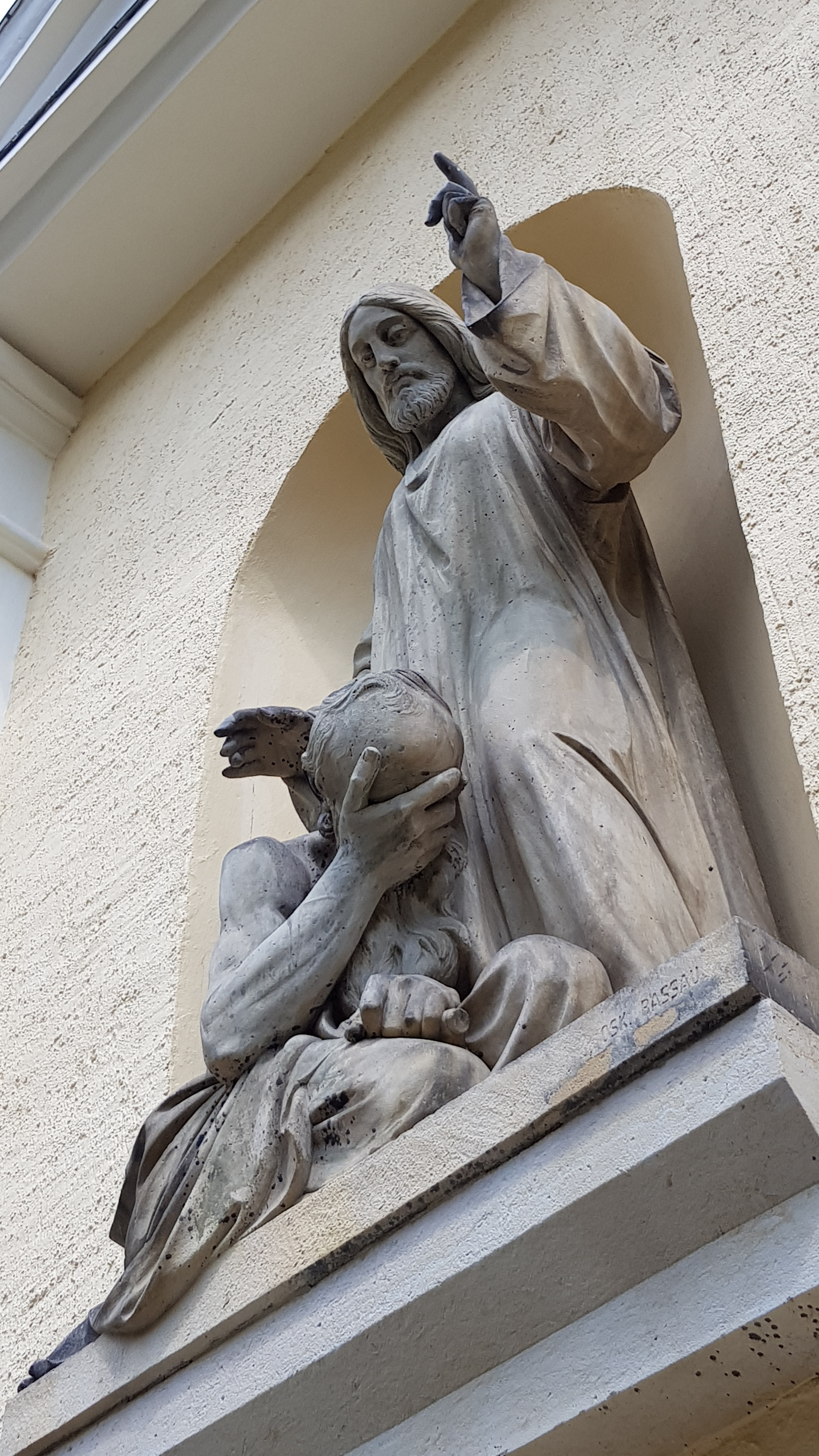
Jesus mit Greis (Marienkirche Leipzig), 1911
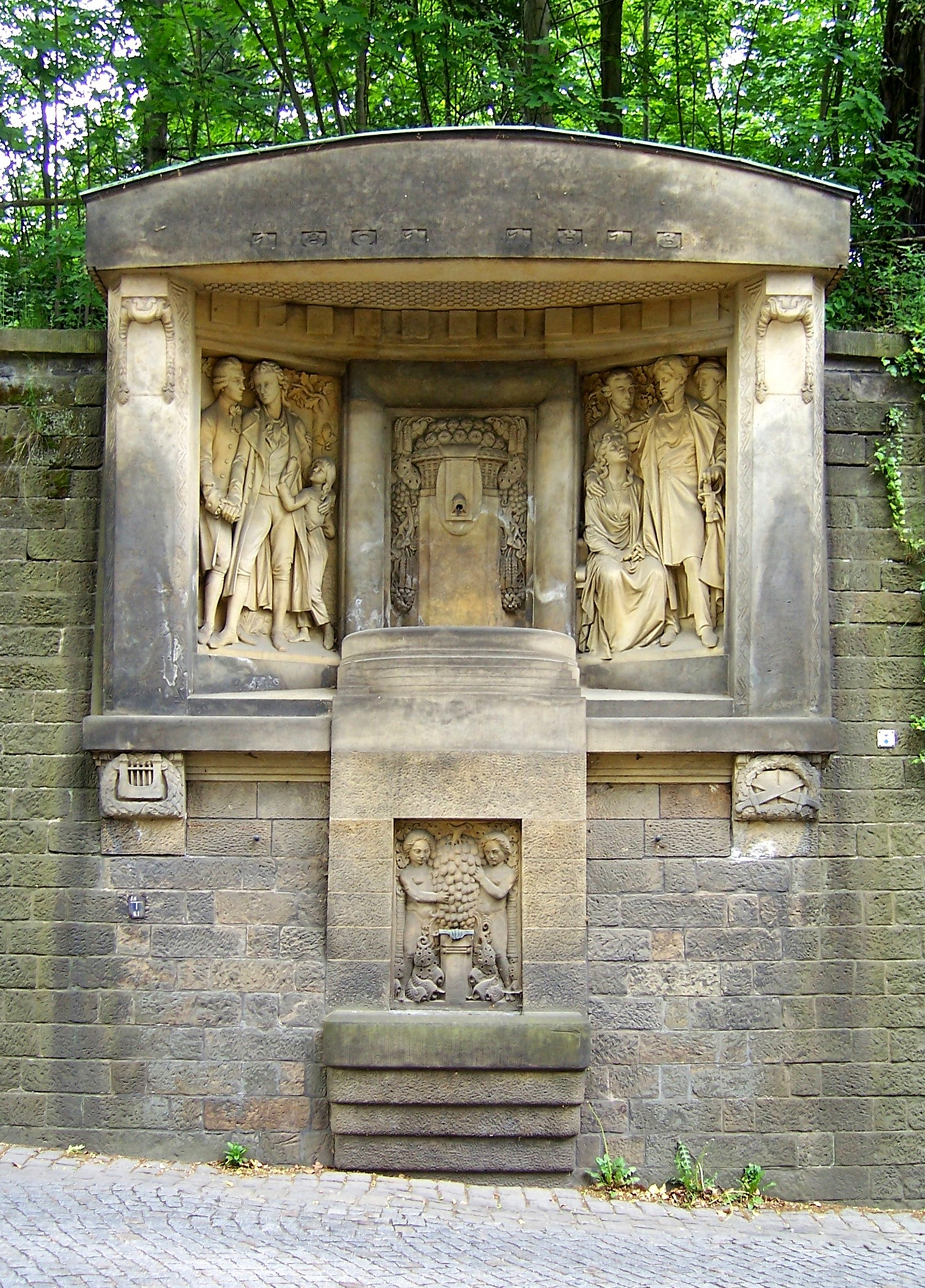
Schiller-Körner-Denkmal Dresden, 1913

### Mit unbekanntem Entstehungsjahr
- Steinplastiken in der Pfarrkirche St. Bartholomäus: Adolf Schwarz führte an der Pfarrkirche St. Bartholomäus in Grottau zwei figurale Steinplastiken aus. Diese orientierten sich an der Mariensäule in Reichenberg 1733 und des Standbildes zu Drei Heiligen in Liebenau, 1750.[44]
- Marmorbüsten Hermann und Auguste Müller: Es handelt sich um zwei lebensgroße Büsten, die im Grottauer Museum seinerzeit Aufstellung fanden. Die Familie Müller waren Grottauer Fabrikbesitzer.[10] Der Verbleib ist unbekannt.
- Reliefportrai Höffner (Kopf): Es handelt sich um einen Freund von Adolf Schwarz.[10] Der Verbleib ist unbekannt.